# Julius Weeren

Julius Weeren

Julius Weeren (* 9. Januar 1832 in Hattingen; † 4. Dezember 1914 in Niedersedlitz) war ein deutscher Metallurge und Hochschullehrer für Eisenhüttenkunde und Gießereiwesen.

## Biografie
Julius Weeren erwarb 1850 das Reifezeugnis am Gymnasium von Dortmund. Zunächst plante er, sich in Medizin und Naturwissenschaften ausbilden zu lassen, um Arzt zu werden und begann ein Studium an der Universität Würzburg. Er hörte Vorlesungen bei dem Anatomen Albert von Kölliker sowie dem Physiko-Chemiker (Mineraloge) Osann. Das Studium setzte Weeren alsbald an der Friedrich-Wilhelms-Universität in Berlin fort, konzentrierte sich aber mehr und mehr auf die reinen Naturwissenschaften wie Chemie, Physik und Mathematik und auf Vorlesungen in Philosophie. Seine Lehrer waren Gustav und Heinrich Rose, Dove, Lichtenstein, Carl Rammelsberg und weitere namhafte Wissenschaftler. Bald ging er jedoch zurück nach Göttingen und widmete sich nun vollends der Chemie. Unter Anleitung von Friedrich Wöhler und dessen Assistenten  Heinrich Limpricht absolvierte Weeren ein Jahr am chemischen Institut der Universität, hörte noch weitere Vorlesungen zur Philosophie bei Hermann Lotze. Nach Abschluss des Studiums nahm er eine (nicht näher bezeichnete) praktische Tätigkeit in Hattingen an. – Im Jahr 1864 konnte Weeren an der Universität Bonn promovieren und ging nach Überwindung gesundheitlicher Probleme nach Belgien und Nordfrankreich, um die dortige Eisenindustrie kennenzulernen. Nach seiner Rückkehr beteiligte sich Weeren als Aktionär an einer Gießerei in Witten an der Ruhr. Unter seiner Leitung wurde die Erzeugung von Temperguss und Stahlguss aufgebaut.
1879 siedelte Julius Weeren nach Berlin über, wo er eine Dozentur für die Ausbildung von Hüttenleuten übernahm. Zugleich bekam Weeren vom Verband der Technischen Hochschulen die Aufgabe, ein Laboratorium für Metallurgie einzurichten und zu leiten. Diese Tätigkeiten übte er bis zu seinem Ruhestand im Jahre 1904 aus.
Weeren war neben seiner Lehrtätigkeit auch Mitglied des Kaiserlichen Patentamtes, wozu durch den Kaiser persönlich eine Ernennung erfolgte. 
Seine Wohnung nahm er in der Schillerstraße in der Stadt Charlottenburg. Er war Mitglied des Vereins Deutscher Ingenieure (VDI). Zunächst gehörte er dem Westfälischen Bezirksverein, später dem Berliner Bezirksverein des VDI an.